# روفينا (إيطاليا)
روفينا (Rufina) هي بلدة في مدينة فلورنسا في منطقة توسكانا في أيطالية. تقع بلدة روفينا حوالي 20 كيلومتر تقريبا شرق فلورنسا.
تقع روفينا على حدود البلدات التالية: ديكومان (Dicomano) وولوندا (Londa) ومونتيمينايو (Montemignaio) ووبيلاغو (Pelago) وبوتناسييف (Pontassieve) وبرواتوفيتشيو (Pratovecchio).

## المعالم الرئيسية
- سانتو ستيفانو، في كاستيليوني، (هو مجمع معماري يتكون من عدة مبان بما في ذلك الكنيسة وبرج الجرس). ينقسم الجزء الداخلي للكنيسة إلى صحن وممرين مغطى بسقف مرصعومزيين.
- هنالك أيضا كنيسة القديسة ماريا في فالغانو
- بيف من سان بارتولوميو في بومينو
- كنيسة سانتا ماريا ديل كارمين أي فوسي (Fossi)
- Villa di Poggio Reale ، مقر من القرن السادس عشر يستضيف الآن الأحداث والمؤتمرات. يؤدي شارع تصطف على جانبيه أشجار السرو إلى واجهة فيلا بوجيو ريالي حيث كان يقيم ليوبولد الثاني ، دوق توسكانا الأكبر في عام 1829.

## الروابط خارجية
- الموقع الرسمي